# Карре, Жеральдин
Жеральдин Карре (фр. Géraldine Carré, 15 сентября 1969, 3-й округ Лиона — 3 мая 2024, XV округ Парижа) — французская журналистка и телеведущая. Она также была актрисой озвучивания, дублировала документальные фильмы и рекламу. В 1998 году она опубликовала книгу о материнстве вместе с Алис Жирод де л’Эн. 
Карре начала свою карьеру на радио в 1990 году на канале Europe 2 и вела передачи до 2002 года. В 1994 году она стала работать на телевидении в программах Paris Première, TF1, France 2 и Canal+.

## Биография
Карре родилась 15 сентября 1969 года в Лионе. Она получила среднее образование в 1987 году, а затем получила национальный диплом в области современной литературы. Она присоединилась к Agence France Presse в 1988 году и жила в Лионе, занимаясь внештатной журналистикой в местных газетах и журналах. Затем, когда она приступила к работе на радио, она вела два ежедневных шоу на Europe 2: Sortir и Vas-y, moi j'en viens. Помимо шоу на Europe 2, она также вела программы на Europe 1.
В 1994 году Карре перешла на телевидение, на канал Paris Première, и стала вести еженедельное ток-шоу под названием Tout-Paris. В 1996 году она присоединилась к съёмкам сериала «Télé qua non» на канале «France 2» с Кристофом Дешаванном. В следующем году она присоединилась к Даниэле Лумброзо в Et si ça vous Arrivait для TF1. С 2001 по 2003 год она вела «Интимные признания» на TF1. С сентября 2003 по июнь 2004 года она вела ежедневное шоу La vie en clair (дословно — «Жизнь простыми словами») на Canal+, шоу продюсировалось Réservoir Prod.
О смерти Жеральдины Карре объявил Бенжамин Кастальди в соцсети X 3 мая 2024 года. Ей было 54 года.